# Santa Maria (Tavira)
Santa Maria (llamada oficialmente Tavira (Santa Maria)) era una freguesia portuguesa del municipio de Tavira, distrito de Faro.

## Historia
Fue suprimida el 28 de enero de 2013, en aplicación de una resolución de la Asamblea de la República portuguesa promulgada el 16 de enero de 2013 al unirse con la freguesia de Santiago, formando la nueva freguesia de Tavira (Santa Maria e Santiago).

## Patrimonio
- Capilla de Nuestra Señora de la Piedad
- Casa André Pilarte
- Iglesia Santa María del Castillo, Iglesia Parroquial
- Iglesia de Santa Ana
- Iglesia del Carmen y Convento del Carmen
- Palacio de la Galería
- Iglesia de Nuestra Señora de las Ondas o Iglesia de San Pedro Gonçalves Telmo
- Convento de Nuestra Señora de la Gracia o Convento de las Eremitas de Santo Agostinho
- Iglesia de la Misericordia de Tavira o Iglesia Matriz de Tavira
- Fuerte del Ratón
- Puente antiguo sobre el Río Gilão
- Edificio de Arte Nuevo